# 神経眼科学
神経眼科学（neuro-ophthalmology）とは眼科疾患のうち、神経の異常に起因すると思われる病気を扱う学問である。眼科疾患の多くは眼球とその付属器に生ずるが、神経眼科では視力障害や視野障害、眼球運動障害や眼瞼運動や瞳孔の異常を取り扱う。

## 一般眼科検査

### 視力検査
視力とは物体を識別する能力であり2点で識別できる能力の限界をもって表される。視力には遠見視力、近見視力、裸眼視力、矯正視力、片眼視力、両眼視力、小数視力、分数視力、log MAR視力などが知られている。一般視力検査では5mの距離でランドルト環を使用する。他眼を遮閉し片眼ずつ測定し、同列の5指標中半分以上を正答できるかで判定する。0.1の指標が見えない場合は指標を見せながら近づき、50cmでも見えなければ指数弁（指の本数がわかる）、手動弁（手をふっているのがわかる）、光覚弁（光がわかる）、全盲の評価を行う。視力検査の結果は下記のような略字を用いる。
| 名称                 | 略称                                          |
| -------------------- | --------------------------------------------- |
| 視力                 | V(vison)、VA(visual acuity)                   |
| 右眼                 | R(right)、D(dexter)、OD(oculus dexter)        |
| 左眼                 | L(left)、S(sinister)、OS(oculus sinister)     |
| 両眼                 | B(binocular)                                  |
| （円柱レンズの）軸   | Ax(axis)                                      |
| 屈折力(レンズの強さ) | D(diopter)                                    |
| 視力同じ             | id                                            |
| 矯正不能             | n.c (non corriegent)                          |
| を使用して           | × (with)                                      |
| 指数弁               | CF(counting finger)、n.d. (numerus digitorum) |
| 手動弁               | HM(hand motion)、m.m. (motus manus)           |
| 光覚弁               | LP(light perception)、s.l.(sensus luminis)    |

VD=0.2(1.2×S - 1.00)(C – 0.75 Ax180°)
上記の例では右眼の裸眼視力が0.2で-1.00Dの球面レンズと-0.75Dの円柱レンズを乱視軸180°の方向に用いて1.2の視力が得られたことを表す。

### 屈折検査
屈折検査とは近視や遠視、乱視の度数を調べる検査でありオートレフラクトメーターなどを用いる。

### 眼圧検査
眼圧とは眼球形状を維持するための眼球の内圧であり眼の硬さに相当する。正常値は10〜21mmHgであり、体位や日内変動で変化する。ゴールドマン眼圧計などで測定される。

### 視野検査
視野とは目を動かさず見える範囲のことである。ハンフリー視野計などで測定される。

### 眼位検査
眼位とは目が向いている位置のことである。両眼ともまっすぐ正常なことを正位といい、そうでない場合を斜視や斜位という。

## 神経眼科検査

### 眼底検査

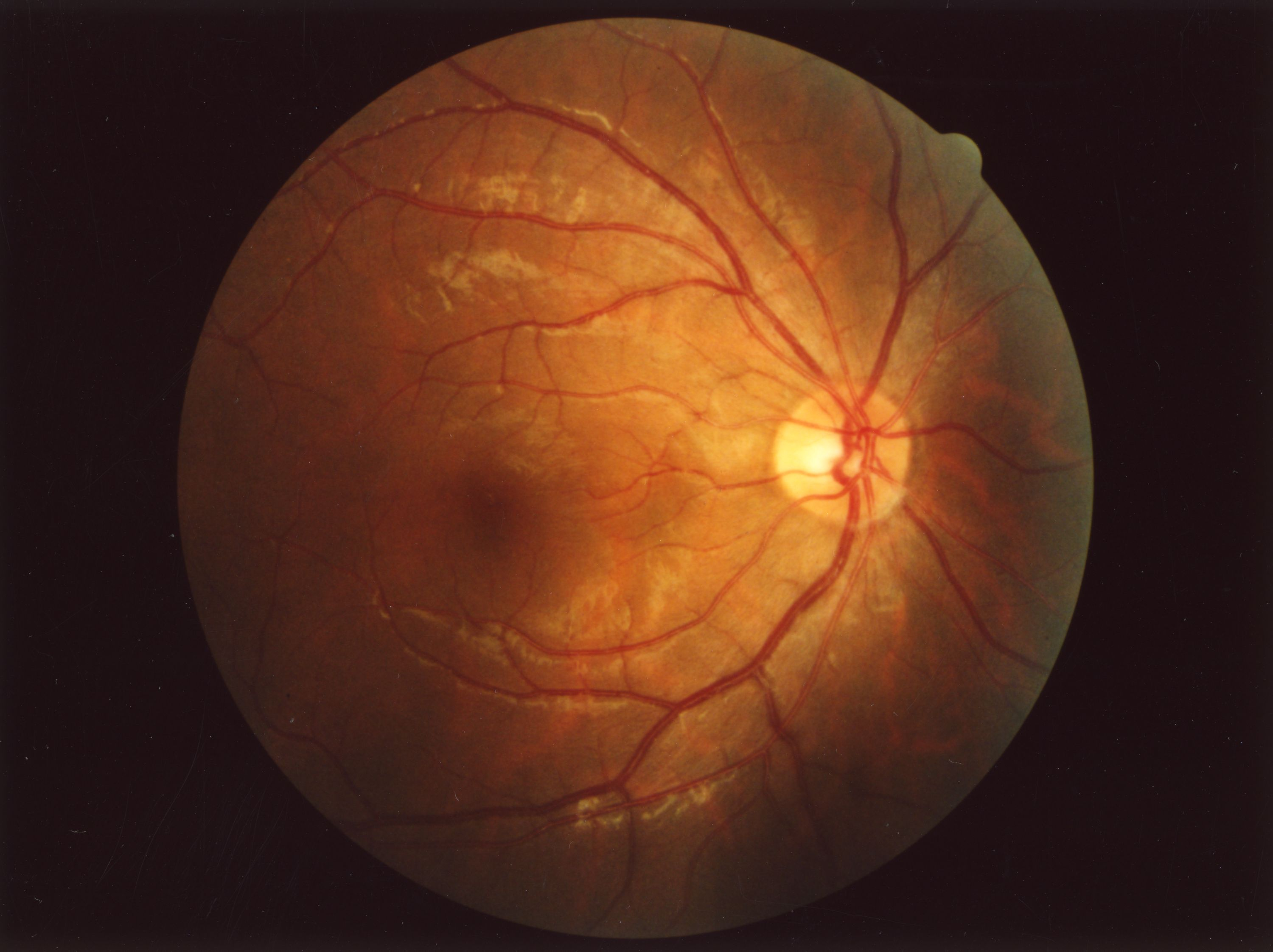
健康男性の眼底写真

眼底検査では乳頭サイズ、境界、色調、陥凹、乳頭内・近傍短絡血管、乳頭周囲網膜神経線維の浮腫混濁を確認する。特に重要な所見が乳頭腫脹(disc swelling)である。乳頭腫脹で緊急を要するのが鬱血乳頭、視神経炎、虚血性視神経症である。眼球運動時痛は視神経炎を示唆する。乳頭所見や視野による鑑別には限界がある。
|            | 鬱血乳頭               | 視神経炎           | 前部虚血性視神経症                             |
| ---------- | ---------------------- | ------------------ | ---------------------------------------------- |
| 年齢・性差 |                        | 若年・女性         | 高齢                                           |
| 視力       | ほぼ正常、進行例で悪化 | 回復または悪化     | 不変（動脈炎性では進行）                       |
| 視野       | マリオット盲点拡大     | 中心暗点           | 神経線維束欠損型                               |
| 視神経乳頭 | 両側の発赤腫脹         | 発赤腫脹、びまん性 | 蒼白腫脹、分節状、出血、動脈狭細の合併         |
| 随伴症状   | 頭蓋内圧亢進           | 眼球運動時痛       | 頭痛（動脈炎性）、糖尿病や高血圧（非動脈炎性） |

色調が赤い場合は視神経炎やLeber遺伝性視神経症が疑われる。色調が白い場合は前部虚血性視神経症や鬱血乳頭後の炎症性萎縮が疑われる。浮腫の範囲は鬱血乳頭と偽乳頭浮腫で異なる。鬱血乳頭は視神経を超えて網膜まで及ぶ。偽乳頭浮腫では辺縁が不鮮明であるが網膜浮腫は認められない。血管の異常は拡張、分枝異常、静脈拍動の消失がある。拡張は鬱血乳頭、乳頭血管炎、網膜中心静脈閉塞症などでみられる。微小血管症はLeber遺伝性視神経症でみられる。opto-ciliary shunt vesselは視神経鞘髄膜腫で特徴的な所見であるが特異的ではない。分枝異常は偽乳頭浮腫でみられ、静脈拍動の消失は鬱血乳頭でみられる（ただし正常でも消失しているものが20%程度ある）。出血や白斑は鬱血乳頭、視神経網膜炎、サルコイドーシス視神経症、前部虚血性視神経症などで特徴的な所見がある。

#### 乳頭浮腫
乳頭腫脹（disc swelling）とは視神経乳頭が境界不鮮明となり隆起している状態である。頭蓋内圧亢進症による乳頭浮腫（鬱血乳頭）、視神経乳頭炎、虚血性神経症ではいずれも乳頭周囲に表在性の出血や軟性白斑がみられることが多い。
網膜神経節細胞の軸索である視神経線維の軸索輸送が強膜篩状板付近で障害され、軸索流が停滞または遅鈍化し、その結果、軸索そのものが拡大する。両眼性であれば脳腫瘍や偽脳腫瘍などによる頭蓋内圧亢進症、高血圧や貧血などの全身疾患、中毒性視神経症、ぶどう膜炎に続発したものなどを考える。片側性であれば眼窩腫瘍、副鼻腔嚢腫などの視神経への直接圧迫、視神経そのものの炎症や腫瘍など局所的な病因を疑う。

#### 鬱血乳頭
鬱血乳頭（papilledema）は頭蓋内圧亢進による乳頭浮腫と定義されるが初期には無症状で発見されることもある。旺盛期には頭痛、嘔気、嘔吐などを訴え、慢性期になれば一過性視力障害が頻発する。鬱血乳頭は初期、完成期、慢性期、萎縮機の4期に分けられ、各期で視機能の障害の程度と乳頭所見に違いがみられる。画像診断ではなく特徴的な乳頭所見で鬱血乳頭と診断することも可能である。頭蓋内圧亢進による網膜神経節細胞の軸索輸送が障害された結果、軸索内に種々の物質が貯留し、静脈鬱滞および乳頭浮腫をおこす。
| 病期   | 視機能                                                                          | 乳頭所見                                           |
| ------ | ------------------------------------------------------------------------------- | -------------------------------------------------- |
| 初期   | 無自覚、良好な視機能、マリオット盲点の拡大                                      | 乳頭辺縁不鮮明（上下や鼻側が先行）、中心陥凹の保存 |
| 中期   | 乳頭所見に比較して視機能障害は軽度、gray-outやblock-out(一過性視力低下)、光視症 | 発赤腫脹、Paton’s line、出血、白斑、血管拡張       |
| 慢性期 | 霧視、周辺視野狭窄                                                              | 白色のドーム状隆起、中心陥凹は不明瞭               |
| 萎縮期 | 視力低下が進行、視野障害（神経線維欠損型、周辺狭窄、広範欠損など）              | 炎性視神経萎縮                                     |

乳頭浮腫の中でも最も腫脹が強い代表的なものである。検眼鏡的に視神経乳頭は境界不明瞭で硝子体側に強く突出し、乳頭上および周囲に旺盛な表在性出血や軟性白斑が認められるが、乳頭陥凹は保持される。蛍光眼底造影では乳頭上および周囲に無数の毛細血管がみられ、時間とともに色素漏出が旺盛にみられる。視野検査では初期にはマリオット盲点の拡大のみであるが、そのまま放置された場合は視神経の萎縮の進行とともに次第に恒久的視力障害と視野障害が進行する。治療が慢性期になった場合には境界不明瞭な炎性視神経萎縮におちいることがある。
偽脳腫瘍とは頭蓋内圧亢進の所見（鬱血乳頭、頭痛）があるものの、通常の神経放射線学的に正常な病態である。薬剤性（経口避妊薬、ステロイド薬、ビタミンA過剰摂取）、静脈洞血栓症、動静脈奇形、髄膜炎、白血病、POEMS症候群などに起因する続発性のものが知られている。そのため原因検査のため血液検査や髄液検査やMRV（MR Venography）なども行われる。このような精査にもかかわらず原因不明も多い。原因不明の場合は特発性頭蓋内圧亢進症といわれる。初期は視機能が良好で進行は緩徐、自然回復もあり予後も良好なものが多い。しかし、急激な悪化、重篤な後遺症にいたり予後不良の場合もある。
また、通常であれば鬱血乳頭は両側性だが、視神経炎の既往や緑内障などにより片側の視神経萎縮が存在する場合、萎縮側の鬱血乳頭は生じにくくなる。病側の視神経萎縮と対側の鬱血乳頭はFoster Kennedy症候群とよばれる。嗅窩髄膜腫が典型的である。視神経萎縮がない場合も数%の割合で鬱血乳頭に顕著な左右差が認められることがある。特に偽脳腫瘍では左右非対称性の例が少なくない。
偽乳頭浮腫（pseudopapilledema）は初期鬱血乳頭と類似する点が多い。これはドルーゼンや小乳頭などの先天異常でみられる。

#### 視神経炎
片眼あるいは両眼の急激な視力障害と視野障害で発症する。脱髄した視神経の伝導は体温上昇により一過性に抑制されるため、運動や入浴などの体温の上昇で視機能は悪化し（Uhthoff徴候）、VEPの潜時も延長する。視神経乳頭部に炎症が波及していれば、軽度の乳頭発赤腫脹、乳頭周囲浮腫、時に乳頭縁出血を呈する乳頭炎として発症する。視神経乳頭部に炎症が波及していなければ初期には眼底に全く異常を認めない球後視神経炎として発症する。乳頭炎では蛍光眼底造影で乳頭からの旺盛な漏出がみられる。視神経炎では高率に眼球運動痛が認められる。これは上方視で著明である。眼球運動で総腱輪が牽引され、炎症を起こしている視神経に力が加わるためと考えられている。視野障害は中心暗点が代表的であるが多様であり健側でも何らかの異常を伴うことがある。赤緑色覚異常が時にみられ、特に赤色の彩度の低下を自覚する。中心暗点が非常に小さいものを除きRAPDがみられ、VEP潜時も延長する。MRIではSTIR法など脂肪抑制をかける方法が有効である。再発例や慢性期例では造影MRIも併用する。これは視神経萎縮を伴うgliosisはSTIRで高信号を示すためである。多発性硬化症に合併するものが有名であるが、実際には原因不明の特発性が多数を占める。特発性視神経炎は自然回復傾向が強くステロイド投与で回復時期は早くなるが15年度の最終予後では差がなかった。視神経炎からMSへの移行はMRIで異常を認めるのが最大の予見因子である。ステロイドパルス療法にビタミンB12製剤やATP製剤の内服を行うことが多い。

#### 虚血性視神経症
虚血性視神経症には動脈炎性前部虚血性視神経症(A-AION)と非動脈炎性前部虚血性視神経症(NA-AION)と後部虚血性視神経症(PION)がある。AIONでは主に短後毛様動脈の閉塞により視神経乳頭が障害されPIONでは視神経鞘軟膜毛細血管叢由来の穿通枝の閉塞により球後視神経が障害される。
動脈炎性前部虚血性視神経症(A-AION)
A-AIONは主に巨細胞性動脈炎など血管炎に関連した前部虚血性視神経症である。過去に複視や一過性黒内障を自覚しているケースが多い。60歳未満の発症は非常に稀であり70〜80歳代の高齢者に片側の高度視力障害で急激に発症する。やや女性に多くみられ、非動脈炎性のものに比べると視力障害は重篤である。同時に同側または対側の側頭動脈領域の自発痛、圧痛、時に激しい頭痛や顎の運動時の痛みを伴う。患側はRAPD陽性となる。視神経乳頭は境界不鮮明で高度浮腫状、色調は蒼白（蒼白浮腫）である。線状あるいは火炎状出血を伴うことが多い。対側の乳頭は小乳頭ではなく、形状も正常で乳頭周囲に火炎状小出血を認めることもない。時に網膜中心動脈閉塞として発症する。赤沈値は著明に亢進する。確定診断は側頭動脈の生検である。
非動脈炎性前部虚血性視神経症(NA-AION)
全身あるいは局所の循環不全を起こす基礎疾患のため、短後毛様動脈の虚血（血管攣縮）が強膜篩状板近傍に生じ乳頭が蒼白浮腫を呈するのがNA-AIONと考えられている。突然発症する変速の視力・視野障害で数時間から数日で症状は完成する。視機能障害は起床時にみられることが多い。A-AIONや視神経炎と異なり頭痛や眼球運動痛を伴うことはない。視力障害の程度もA-AIONと比べると軽度である。視神経乳頭は境界不明瞭で浮腫状、色調は蒼白（蒼白浮腫）であり、上半分、下半分のように局所性に主張することが多い。乳頭周囲に火炎状小出血をしばしば認める。対側の小乳頭を高頻度に認める。蛍光眼底造影では乳頭からの漏出がみられ、脈絡膜背景蛍光の一部または前部の充盈遅延を認める。標準的治療法はなくビタミンB12製剤の投与などが行われる。
| 臨床的特徴                 | A-AION                                                 | NA-AION                                                |
| -------------------------- | ------------------------------------------------------ | ------------------------------------------------------ |
| 年齢                       | 65歳以上                                               | 45〜70歳                                               |
| リウマチ性多発筋痛症       | 50%以上に出現                                          | なし                                                   |
| 赤沈、CRP                  | 80%以上で亢進                                          | なし                                                   |
| 動脈硬化危険因子           | 年齢相応                                               | 多い                                                   |
| 両眼発症                   | 50%にのぼり、週単位で発症する                          | 20%にのぼるが6ヶ月以内は稀                             |
| 視力低下の重篤度           | 強い                                                   | 様々、A-AIONよりは軽度                                 |
| 検眼鏡的所見               | 強い蒼白浮腫、綿花様白斑                               | A-AIONより軽度の蒼白浮腫、綿花様白斑なし、対側は小乳頭 |
| 蛍光眼底造影での脈絡膜血流 | 顕著な低下                                             | 正常もしくは低下                                       |
| 眼窩部カラードプラ像       | 減少                                                   | 正常                                                   |
| 側頭動脈生検               | 95%で陽性、偽陽性はほとんどない                        | 陰性                                                   |
| ステロイド治療の効果       | リウマチ性多発筋痛症状は迅速な改善、急性期蛋白の正常化 | なし                                                   |

#### Leber遺伝性視神経症
Leber遺伝性視神経症(leber hereditary optic neuropathy、LHON)はミトコンドリア病のひとつであり、ミトコンドリア内の電子伝達系複合体Ⅰのサブユニットをコードする遺伝子の突然変異によるミトコンドリアの反応性酸素分子種の増加に伴う網膜神経節細胞のアポトーシスによって起こると考えられている。多くは若年男性の片眼あるいは両眼に亜急性に徐々に視力低下がみられ、早ければ数週、通常数ヶ月、場合によっては1年以上の間隔をあけて必ず僚眼にも発症する。視力は最終的には高度に低下し、視野では大部分で中心暗点を呈する。発症数ヶ月くらいで視神経乳頭の耳側より蒼白化がはじまり、通常1年位で両眼とも高度な視神経委縮に至り、最終的に視力は0.1未満に成ることが多い。
視力障害が高度な割に対光反射が良好な特徴がある。またRAPDも認められない。また無痛性であることが他の視神経症と大きく異る特徴である。視神経乳頭に発赤と腫脹があるため視神経炎との鑑別が問題となる。
眼底検査で多くの症例で発症前から視神経周囲に微細血管拡張症(microangiopathy)を認め、視神経が異様に充血し赤く、軽度境界不鮮明で乳頭浮腫を呈する。また乳頭周囲にはそれほど血管の拡張や蛇行を認めず充血のみが著明なものも存在する。蛍光眼底撮影では乳頭の充血や血管症が高度でも全経過を通じて視神経乳頭からの蛍光色素の漏出をみない。ただ全く眼底変化を示さず、球後性視神経炎様の症状で発症するものもある。これらの乳頭は数週間から数カ月で単性あるいは炎性視神経萎縮に移行する。OCTではすでに発症以前あるいは保因者の時点からcpRNFLはすでに正常上限を超えて腫脹し、発症後徐々に減少し、発症後1ヶ月後程度から正常下限を下回る。またGCAでは発症1ヶ月前からすでに徐々に萎縮を始めている。
半数以上で家族歴が認められるが母系遺伝を示す。変異型によっては視力の自然回復例もある。イデベノンの大量内服が有効との報告もある。

### 中心フリッカー値(CFF)
中心フリッカー値(CFF)はonとoffの不連続光のちらつきを感じなくなる頻度（周波数）である。近大式中心フリッカー測定装置（ヤガミ）を用いる。正常値は35Hz以上である。25Hz以下は異常であり左右差も重視する。特に視神経疾患で視機能障害を鋭敏に検出する。視力低下に先行して低下し、視力回復より遅れて回復する。

### 光干渉断層計(OCT optical coherence tomography)
光干渉断層計(OCT)は乳頭浮腫の評価に有用である。中毒性視神経症など多くの視神経疾患で、検眼鏡的には乳頭腫脹を認めない時点でも乳頭周囲網膜神経線維層(cpRNFL)で腫脹を認めることがある。また重度の乳頭腫脹ではOCTでしばしば黄斑部に漿液性網膜剥離をみる。さらに乳頭浮腫が長期に及べばganglion cell analysis(GCA)で黄斑部内層網膜は菲薄化する。

## 症候学

### 視覚
視覚の症候学を陰性症状と陽性症状に分類して記載する。陰性症状には霧視、一過性視覚障害、色覚異常、視野障害、視覚失認などがあり、陽性症状には幻視や閃輝暗点、羞明や光視症がある。

#### 霧視
霧視とは眼のかすみのことである。一般眼科疾患（すなわち眼光学系疾患）でも神経眼科疾患（すなわち網膜後頭葉系の病変）でも起こりえる。

#### 一過性視覚障害
一過性視覚障害は一時的に眼が見えなくなったが、すぐに元に戻ったというエピソードである。このような症状を起こす疾患には一過性黒内障、閃輝暗点、鬱血乳頭、脈絡膜や視神経を始めとする眼科疾患などがある。一過性視覚障害で最も有名な疾患が一過性黒内障である。一過性黒内障は突然起こる無痛性の一過性視覚障害である。数秒から数分間症状が持続することが多い。通常は眼動脈の一過性の虚血に由来する。虚血状態をもたらす主な原因は内頚動脈の狭窄による眼底血圧の低下と心臓や頸動脈内壁から遊離した塞栓が眼動脈の血流を妨げることである。虚血の状態が長時間持続すれば、網膜中心動脈塞栓症や虚血性視神経症という視機能の予後不良な病態を招く。頸動脈狭窄症の場合はCEAやCASの適応も検討する。

#### 色覚異常
色覚異常は先天性色覚異常と後天性色覚異常に大別される。

#### 視覚性失認
視覚性失認とは見えているがそれを視覚的に認識できない状態である。相貌失認などが有名である。

#### 幻視
幻視とは視覚において認められる幻覚である。シャルル・ボネ症候群や後頭葉性幻視、閃輝暗点が有名である。閃輝暗点は突然ギラギラした模様が出現し、次第に拡大していき、その中心部は視野が欠損し暗点となる。10から20分ほどすると形が崩れて消失する。この光は赤、青、紫などの色がついていたり、無色であったりし中心部は見えない。閃輝暗点が消失した後、片頭痛を伴うことがあり古典的片頭痛といわれる。両眼性で視野の一側に出現し、暗所・明所に関係なく、閉眼時もこの症状が認められる。原因は片側の後大脳動脈の血管痙攣と考えられ、閃輝暗点は血管痙攣を起こしている対側の視野で生じる。

#### 羞明
羞明は光に対して過敏になり異常に不快を感じたり、見えにくい状態になることである。疼痛を伴うことがある。羞明を呈する疾患は多岐にわたるが、眼疾患、特に前眼部異常で多い。神経疾患で羞明を訴えることは少ないが視交叉病変では珍しくない。

#### 光視症
光視症は目に光があたっていないにもかかわらず、光を感じる症状である。硝子体の動きによって網膜が刺激をうけて生じることが多い。眼科疾患、神経疾患両方で認められる。

#### 飛蚊症
飛蚊症は視界内に糸くずのような小さな薄い影がみえる症状である。硝子体に異常があること、すなわち眼科疾患を示唆する所見であって、神経疾患を示唆する所見ではない。

### 眼痛
眼痛を伴う緊急疾患には急性閉塞隅角緑内障発作とIC-PC動脈瘤と内頸動脈解離が挙げられる。突然発症する激しい眼痛、頭痛、腹痛、嘔吐、片側の視力低下で充血を伴っている場合は急性閉塞隅角緑内障発作である。眼科医が30分以内に治療開始できない場合はピロカルピン点眼（2%サンピロなど）と浸透圧利尿薬の投与を開始する。IC-PC動脈瘤は瞳孔散大を伴っているのが通常である。
充血を伴う場合は内頸動脈海綿静脈洞瘻(CCF)が疑われる。眼球充血、眼球運動障害、拍動性眼球突出、血管雑音、高眼圧、眼痛、頭痛を呈することが多い。充血を伴わずに眼痛を呈する場合は眼精疲労以外は眼球外に痛みの原因があると考えられる。視力障害の有無、瞳孔不同の有無、眼球運動障害の有無によって鑑別する。有痛性視力障害では球後性視神経炎、眼虚血症候群、鼻性視神経症などがある。有痛性瞳孔不同では内勁動脈解離やIC-PC動脈瘤を疑う。有痛性眼球運動障害は炎症、感染症、腫瘍でおこるため画像検査が重要となる。